# ژان-لئون ژروم

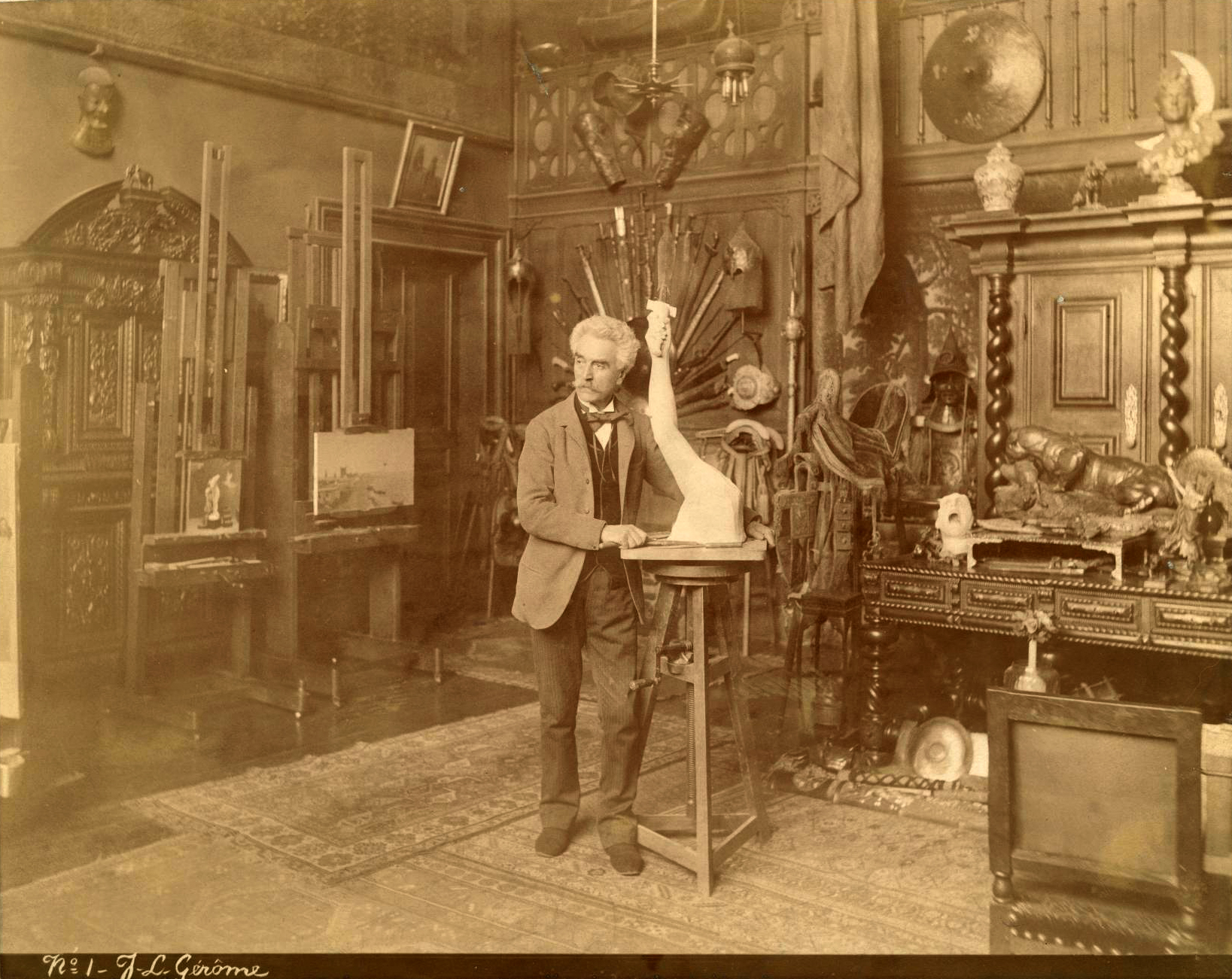
ژان لئون ژروم در کارگاه تندیس‌گری در پاریس.

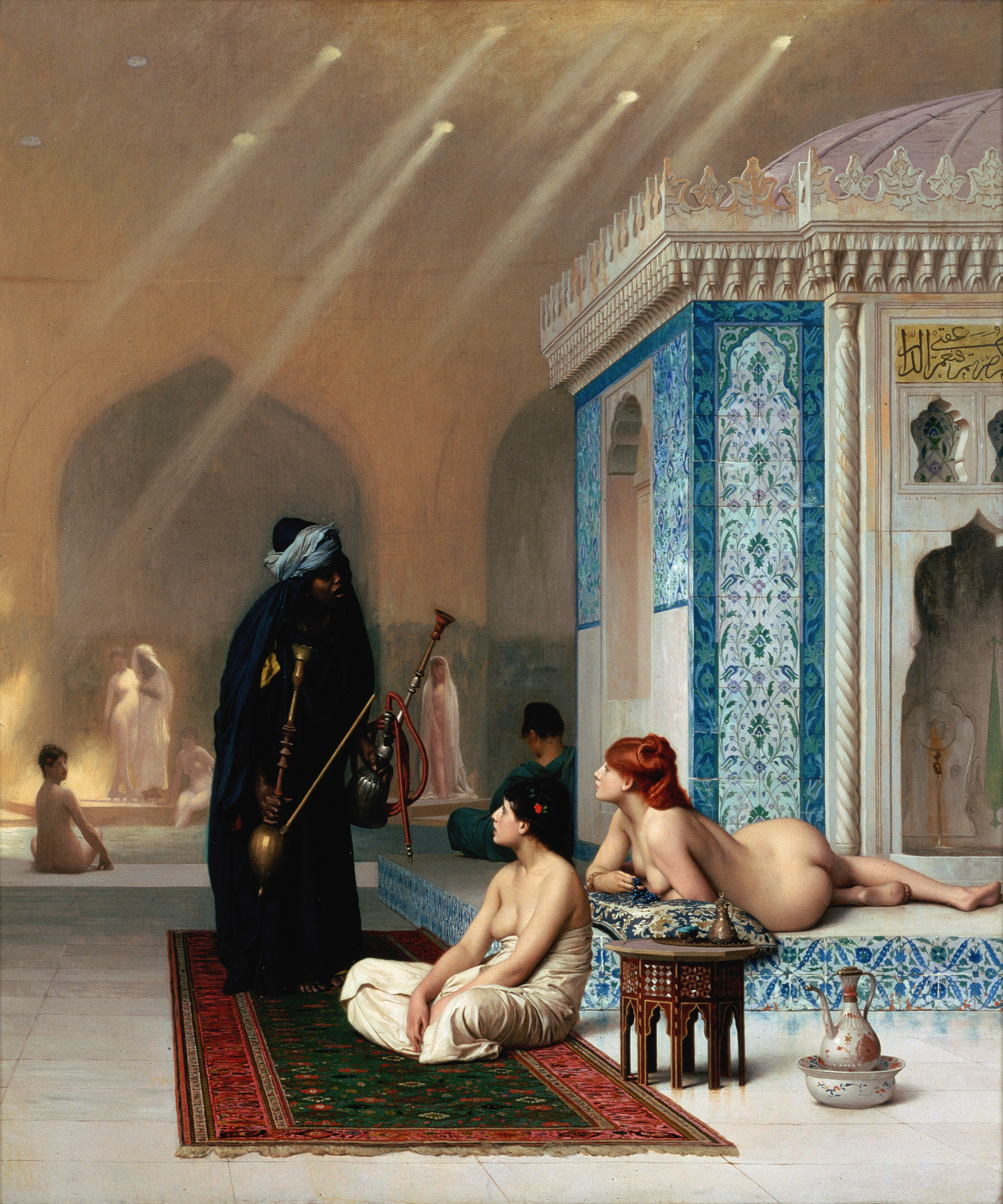
استخرِ حَرم‌سرا، نام اثری است از ژان-لئون ژروم. اثر برده‌ای را در حین خدمت به زنان حَرم‌سرا در حمام ترکی حرم‌سرا به تصویر کشیده‌است. این اثر اکنون در موزه ارمیتاژ در سن پترزبورگ نگه‌داری می‌شود.

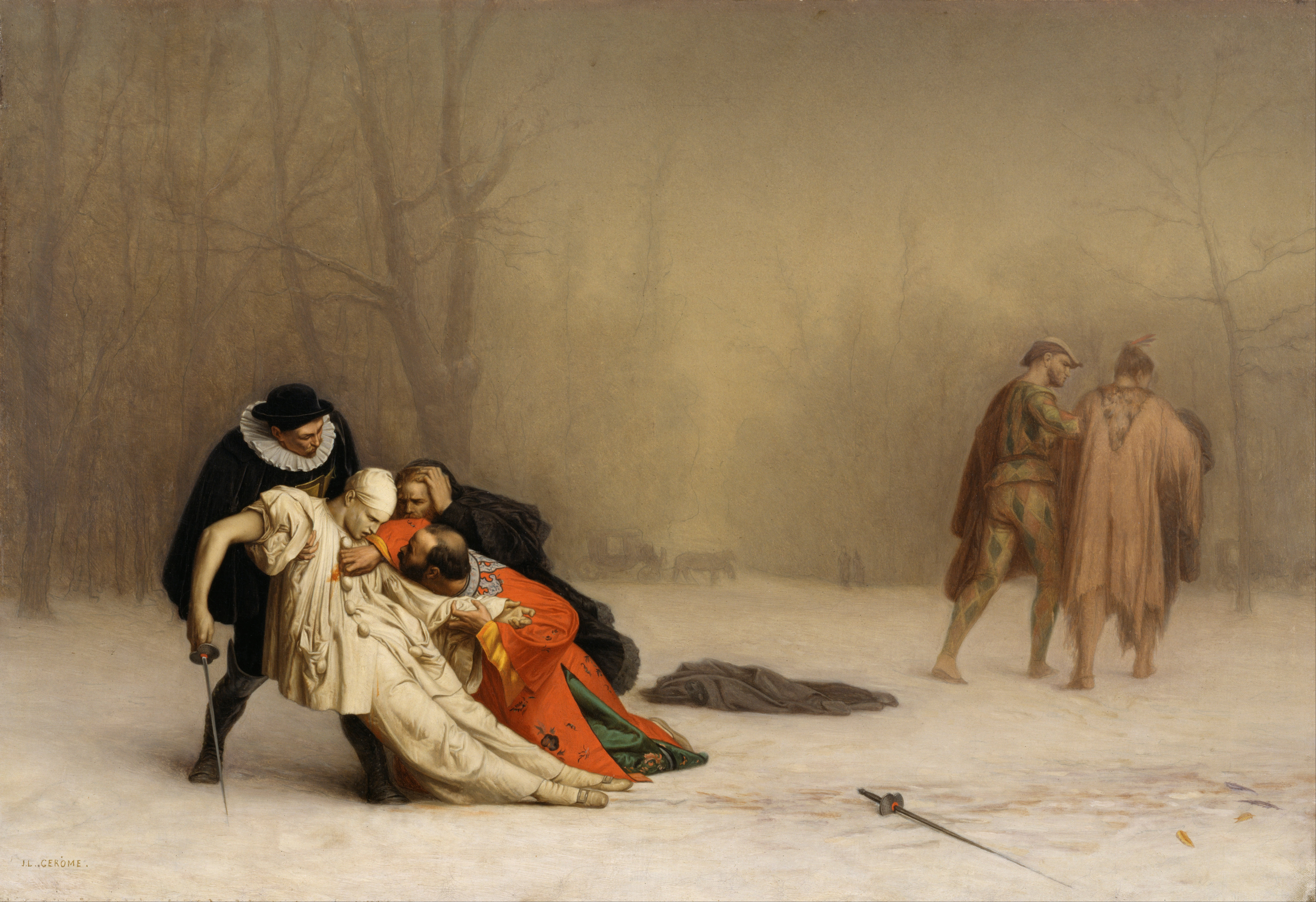
دوئل پس از بالماسکه، نام اثری است که بین سال‌های ۱۸۵۷ تا ۱۸۵۹ میلادی خلق شد. تابلو لحظاتی پس از یک دوئل خونین شرکت‌کننده‌های یک جشن بالماسکه را در فضایی سرد و زمستانی به تصویر کشیده‌است. این اثر اکنون در مالکیت موزهٔ هنر والترز قرار دارد.

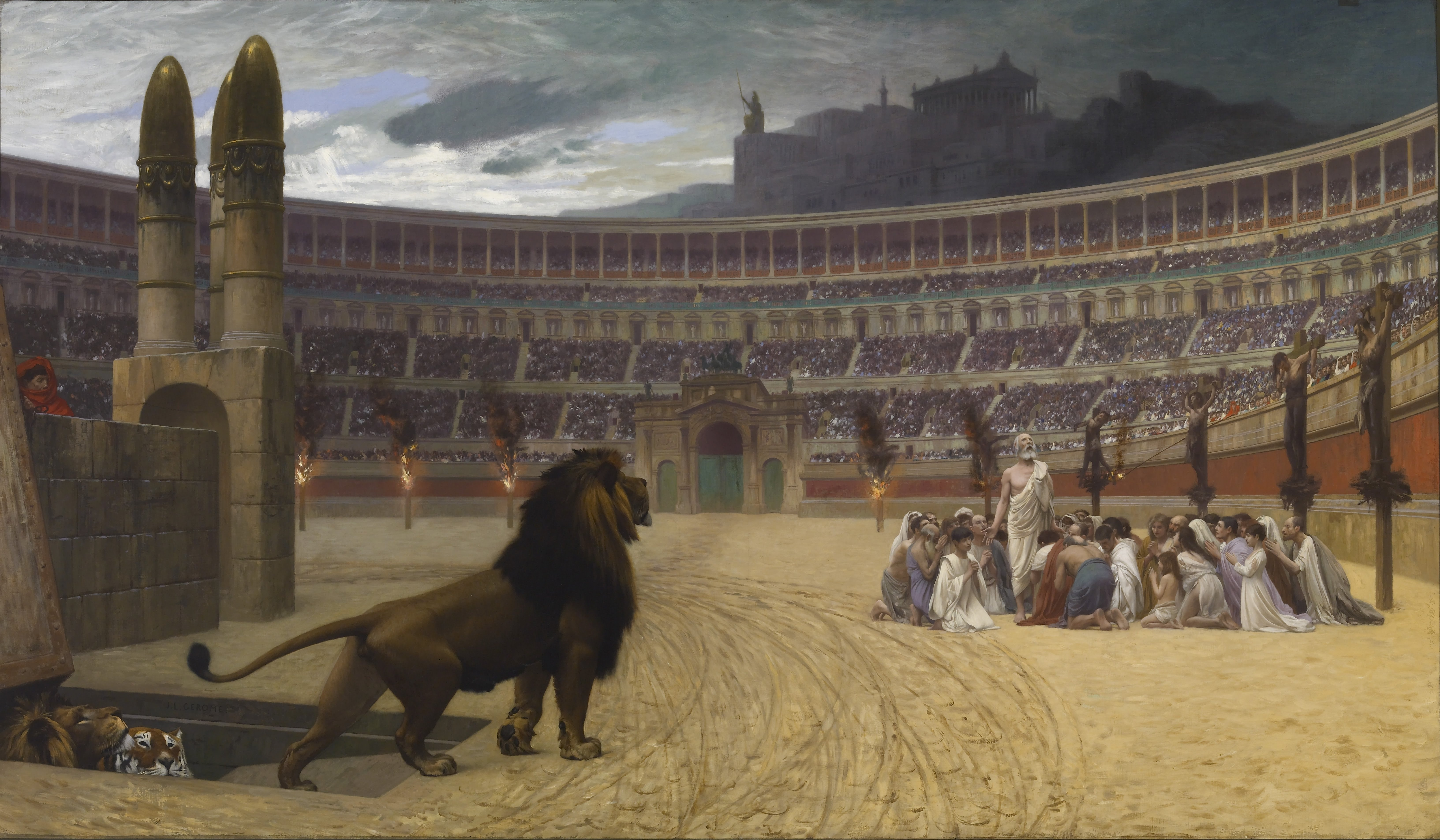
تابلوی آخرین دعای شهدای مسیحی، اثر ژان-لئون ژروم در مجموعهٔ موزه هنر والترز، مجازات گروهی از اهالی روم را نشان می‌دهد که به مسیحیت گرویده بودند. گروهی از مردان به صلیب بسته و زنده‌سوزی شدند و گروهی بزرگ‌تر از جمله زنان و کودکان محکوم به مواجهه با حیوانات درنده شدند.

ژان-لئون ژروم (به فرانسوی: Jean-Léon Gérôme) (۱۱ مه ۱۸۲۴ - ۱۰ ژانویه ۱۹۰۴) نقاش و تندیس‌گر مشهور فرانسوی بود. طیف وسیع آثار هنری ژان لئون ژروم شامل نقاشی‌های تاریخی، اساطیر یونان باستان، شرق‌شناسی و چهره‌نگاری می‌شوند.

## آثار

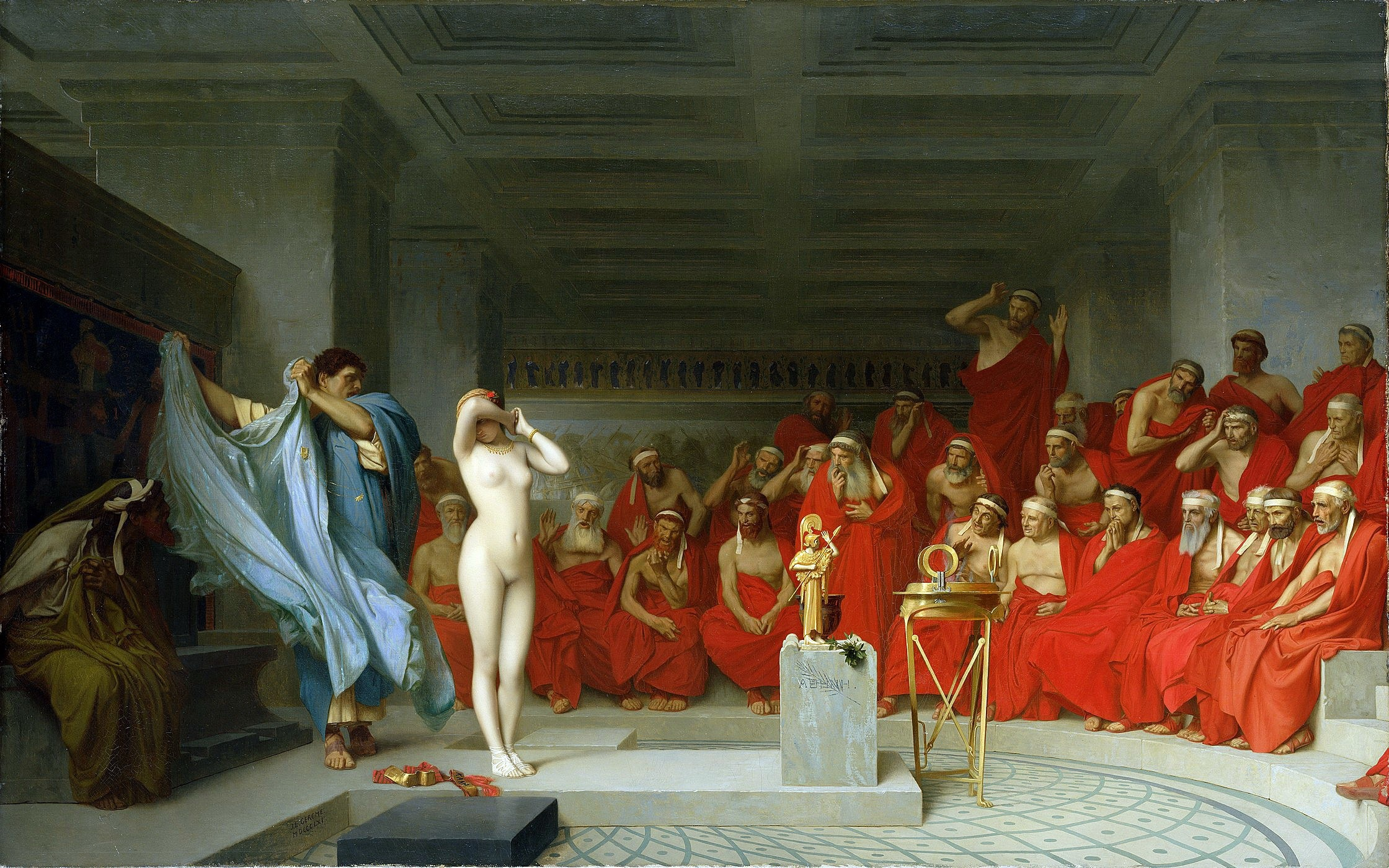
فراین در پیش‌روی آرئوپاژ (۱۸۶۱)
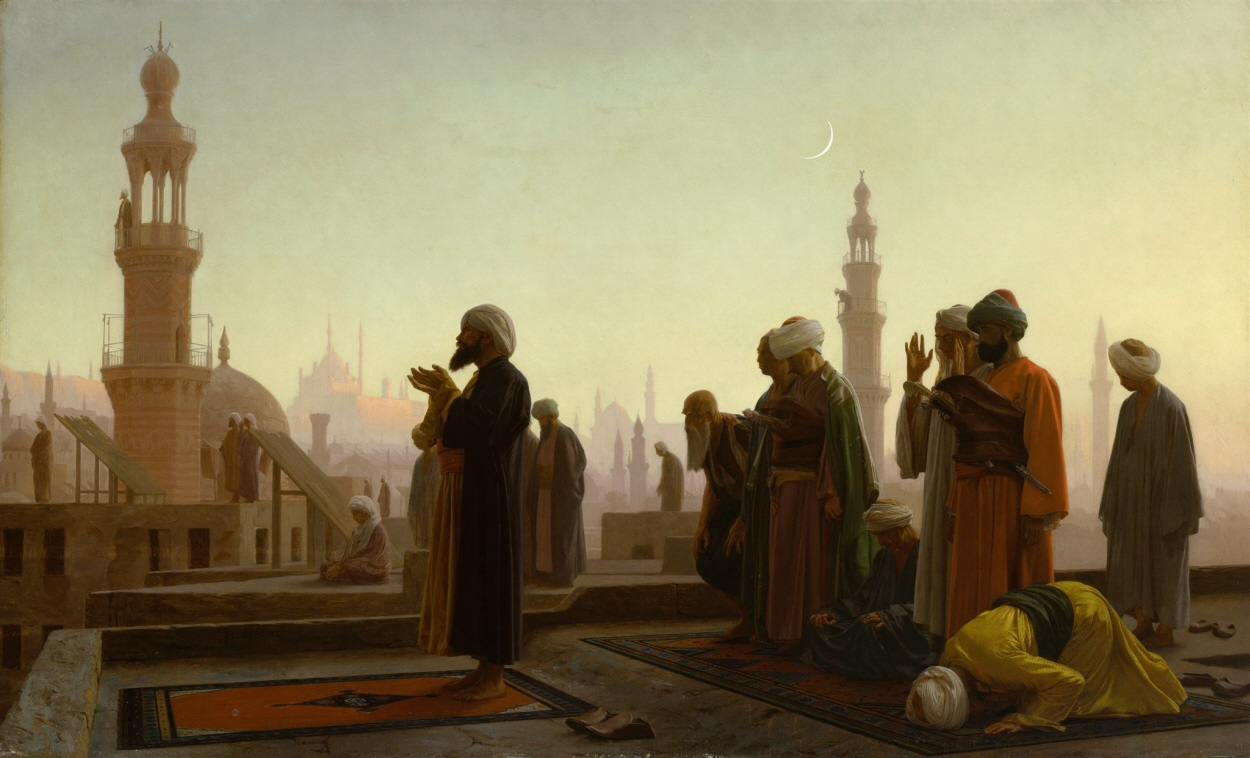
نماز در قاهره (۱۸۶۵)
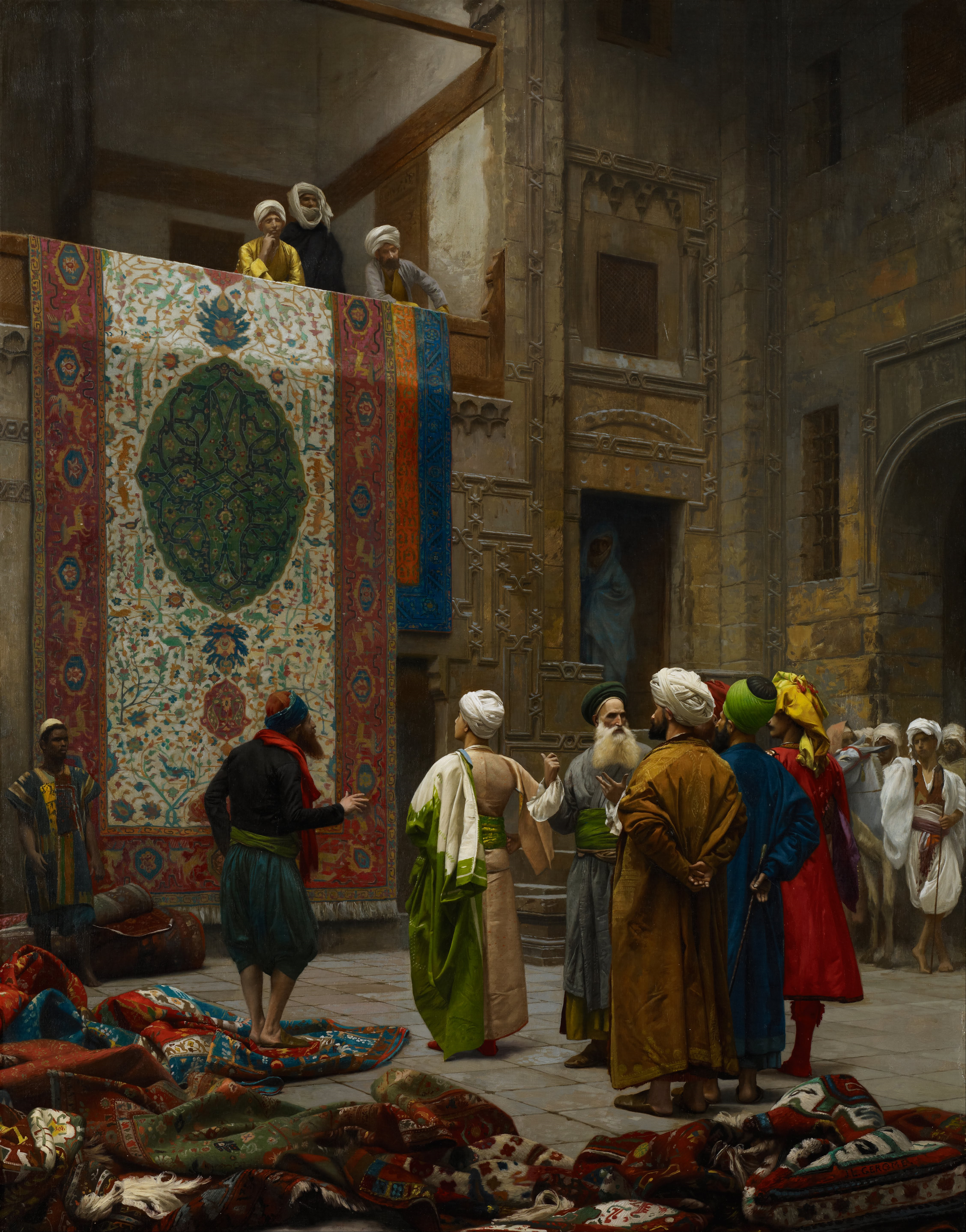
قالی‌فروشِ قاهره حوالی ۱۸۸۷ م. مؤسسه هنر مینیاپولیس
بازار برده‌فروشان (۱۸۶۶)
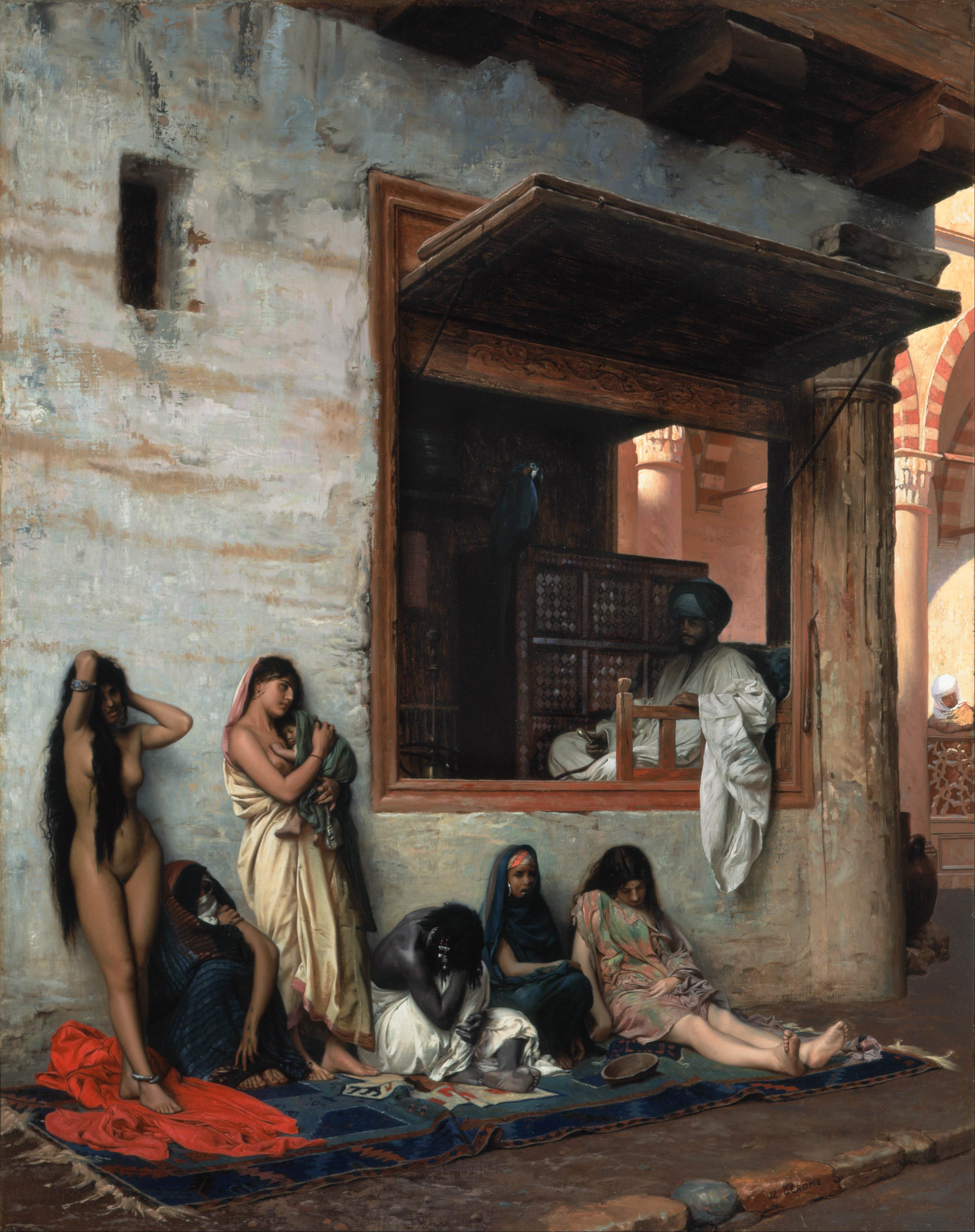
دکان برده‌فروشی ۱۸۷۱ م. موزه هنر سینسینتی
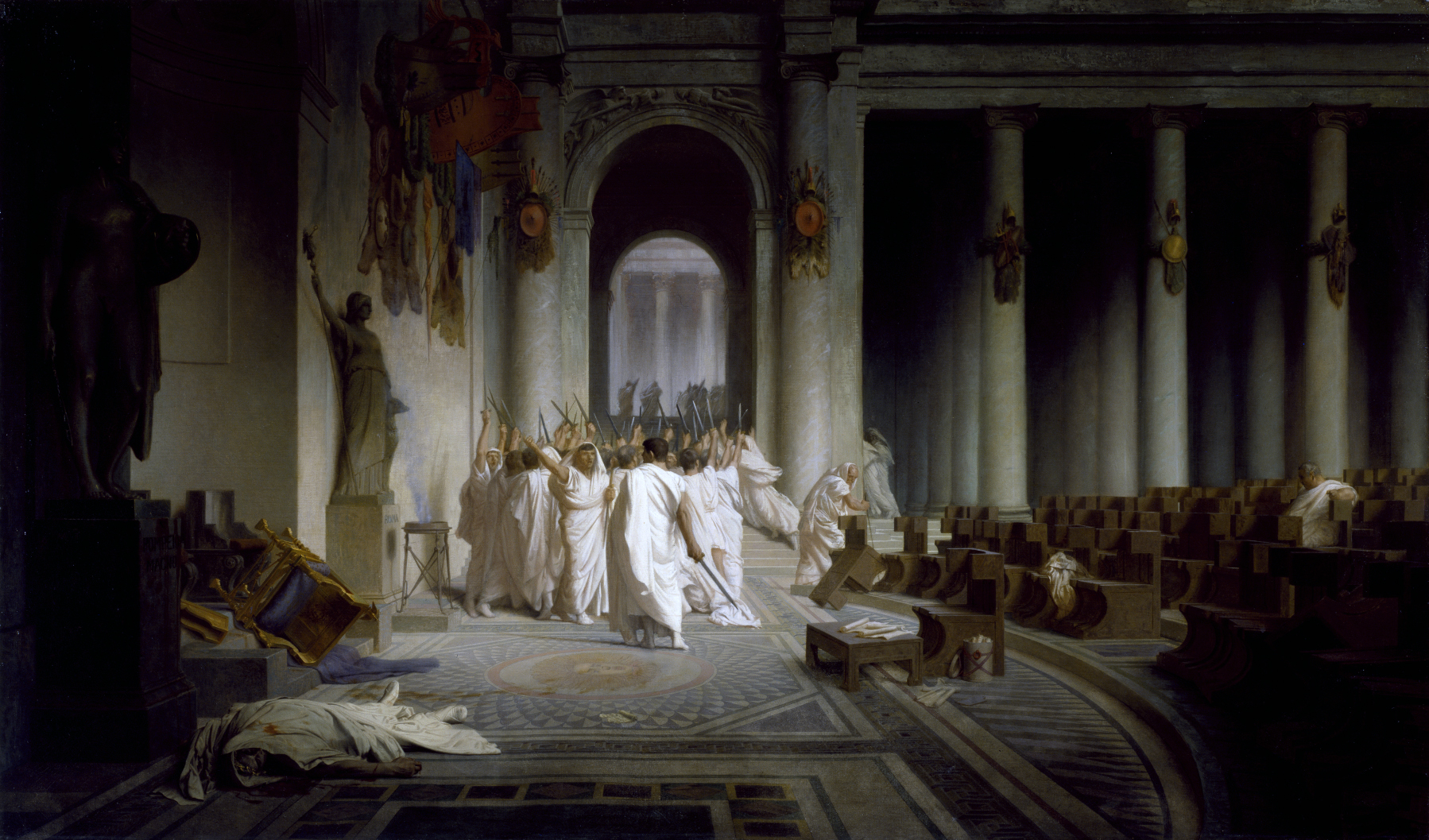
مرگ سزار (۱۸۶۷)
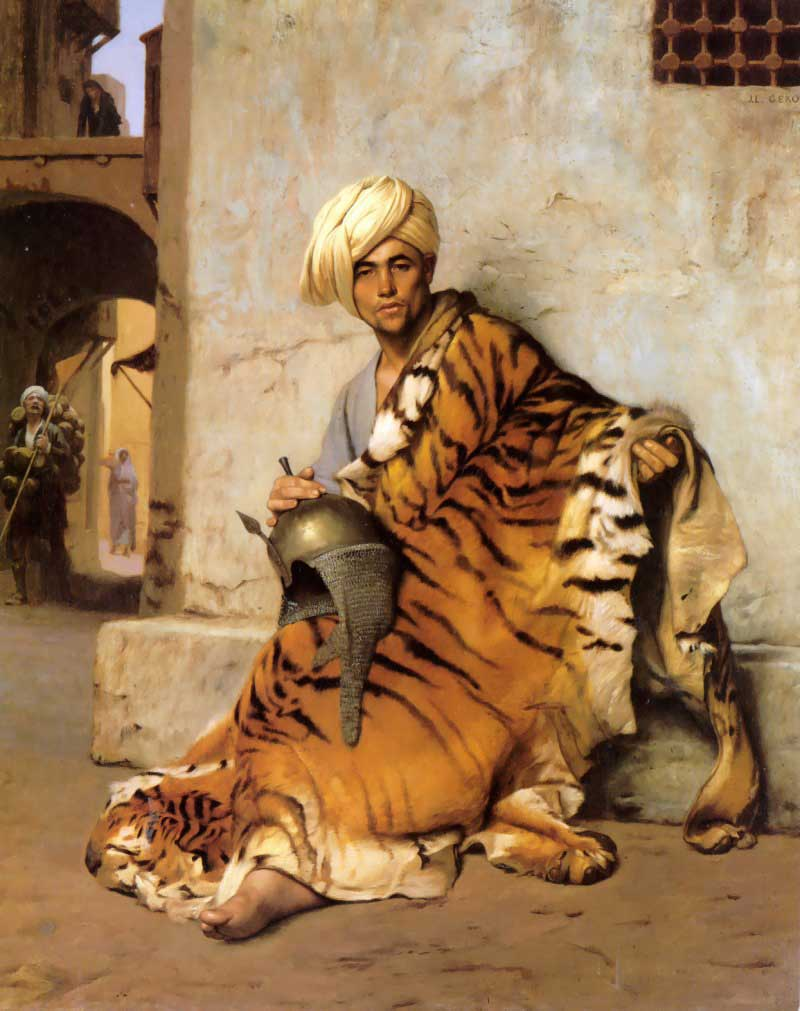
دست‌فروش عرب (۱۸۶۹)
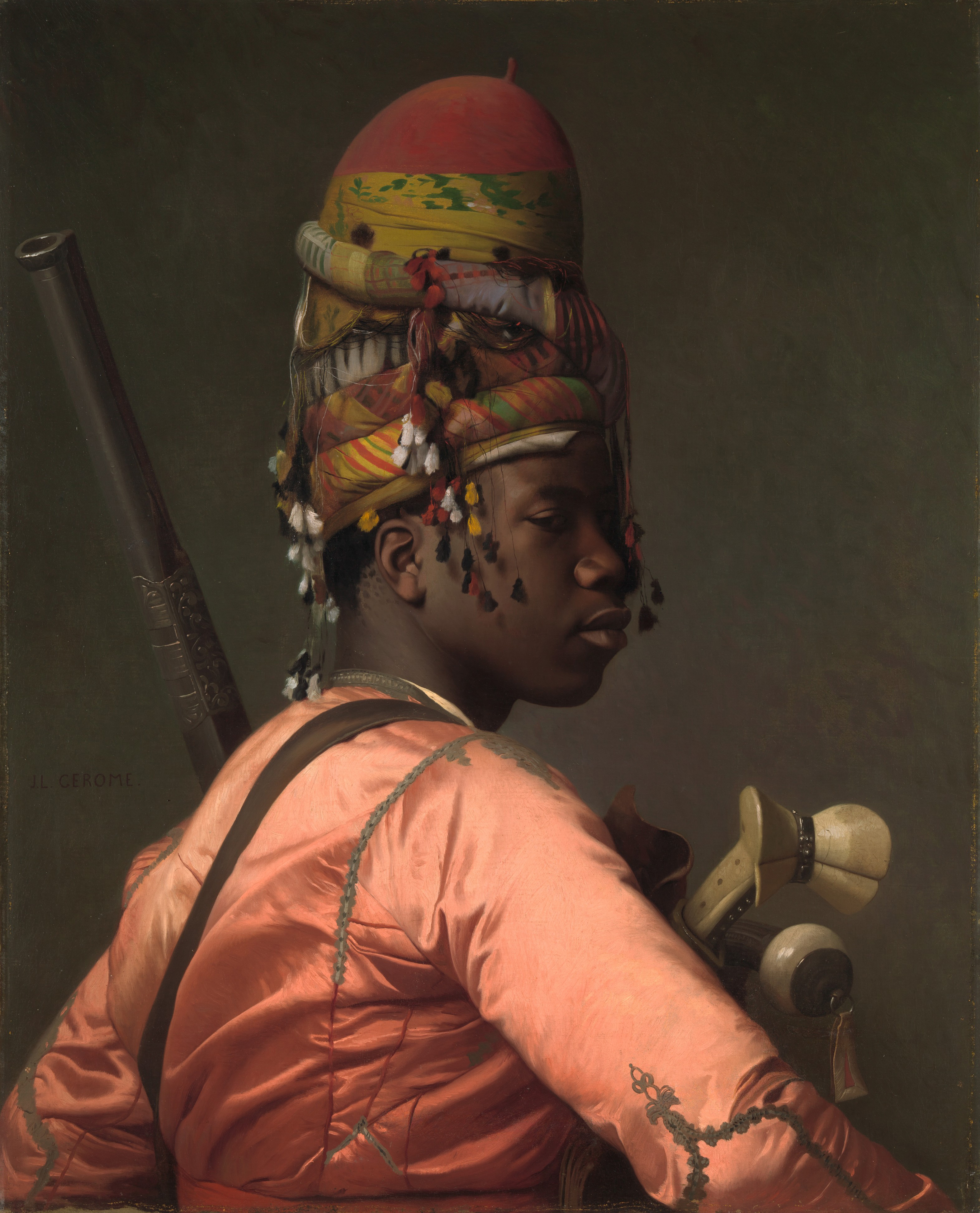
باشبوزق سیاه‌چهرهٔ لشکر عثمانی (۱۸۶۹)
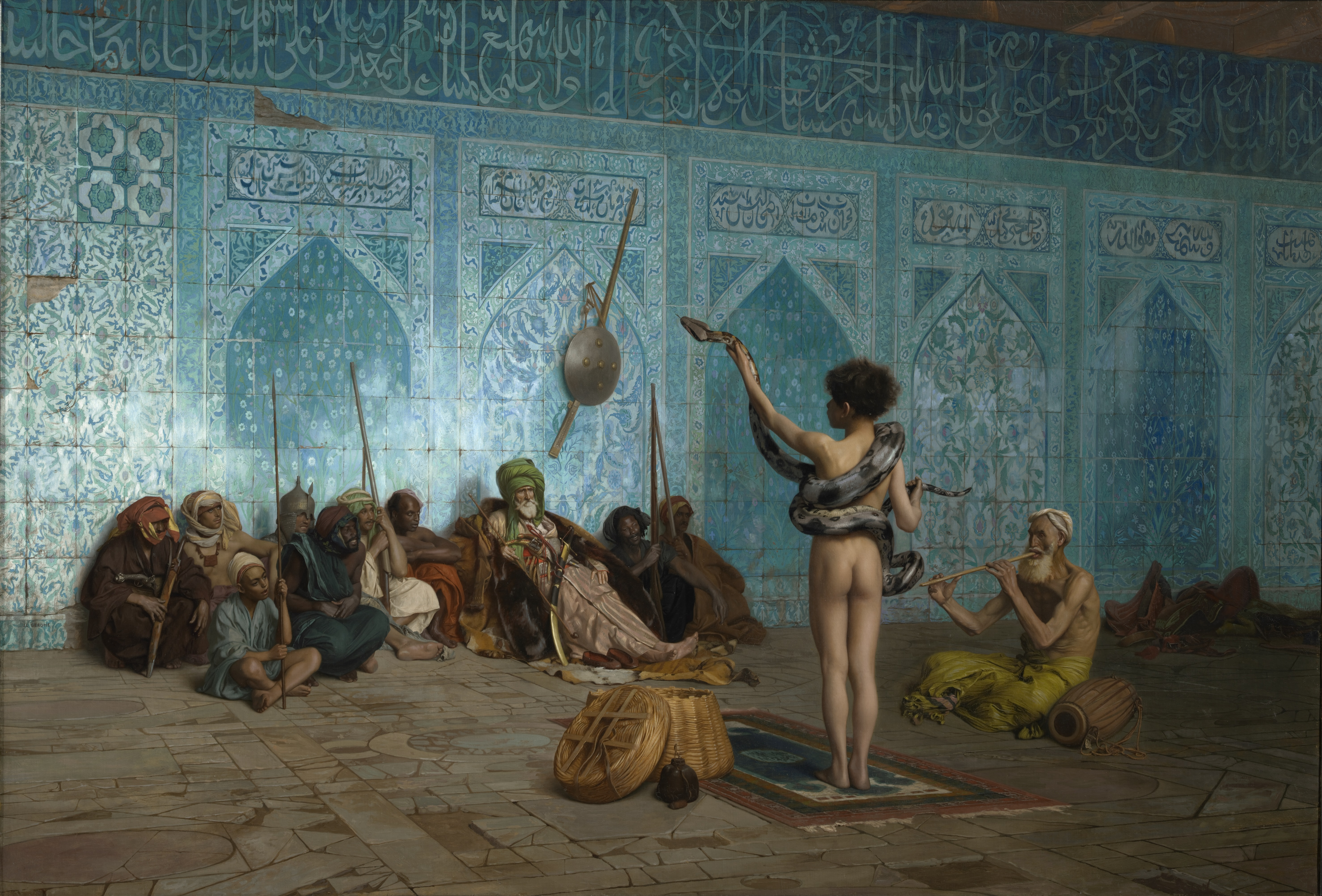
مارافسا (۱۸۷۰)
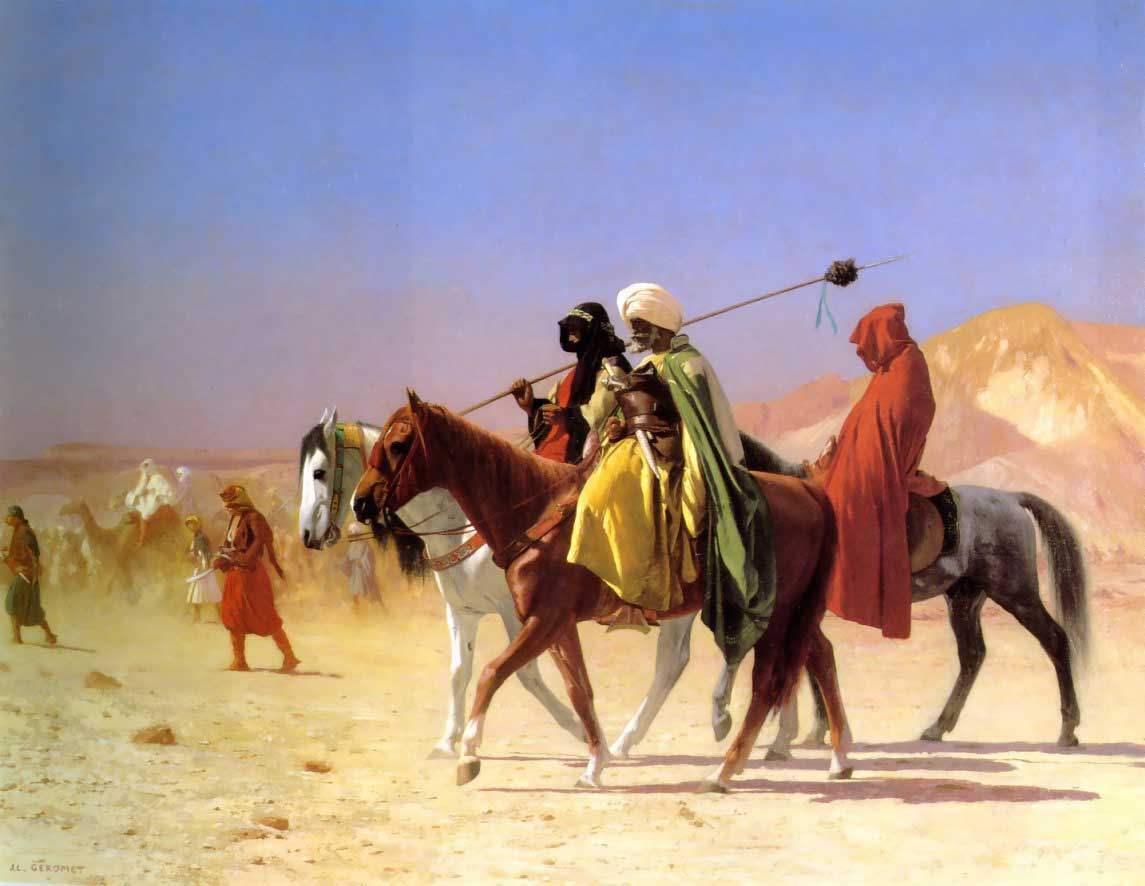
عبور اعراب از صحرا (۱۸۷۰)
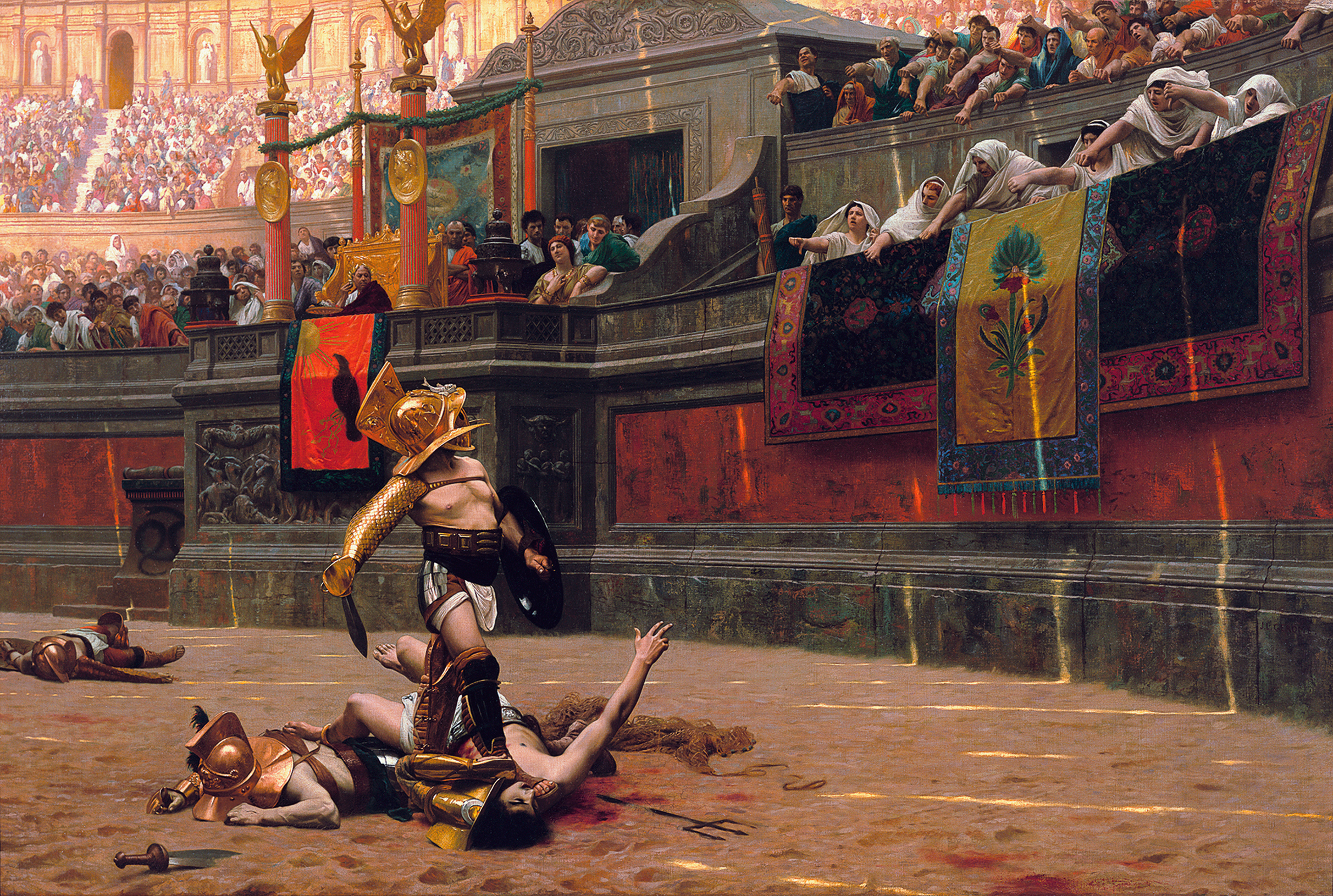
شست‌برگشته (۱۸۷۲)
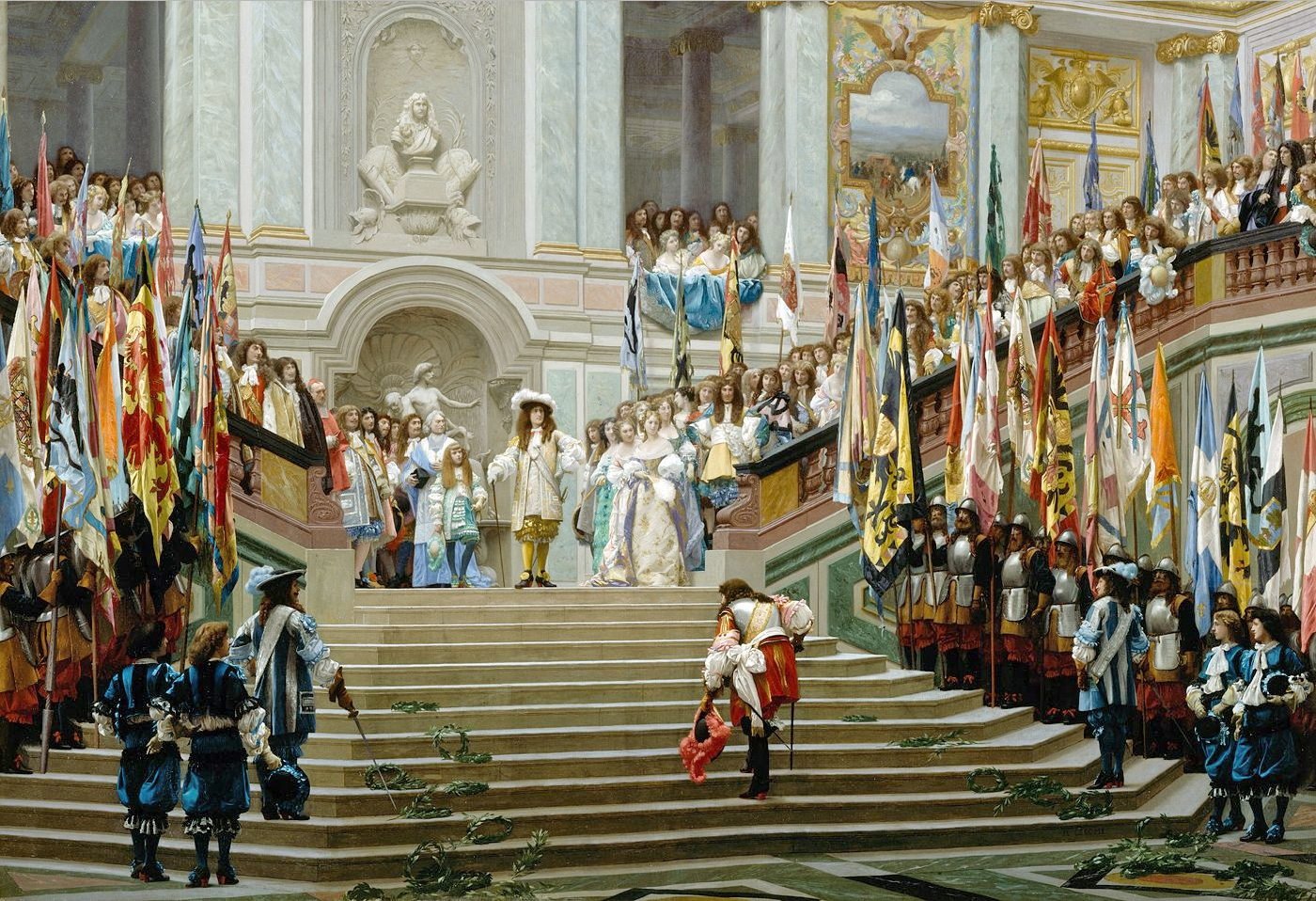
شرف‌یابی ژنرال لوئی در ورسای (۱۸۷۸)
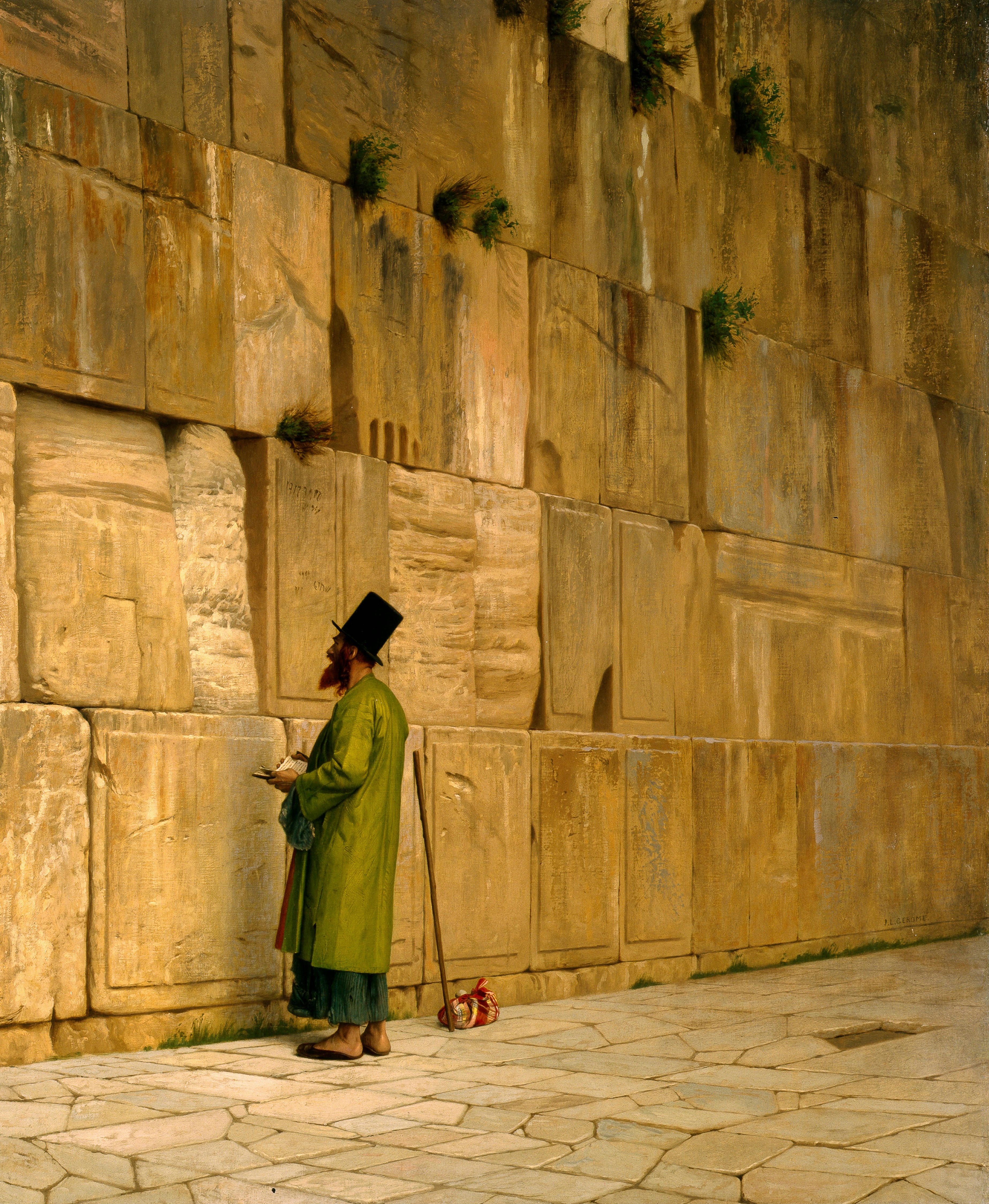
دیوار ماتم ۱۸۸۰ م. موزه اسرائیل
حراج برده‌ها (۱۸۸۴)
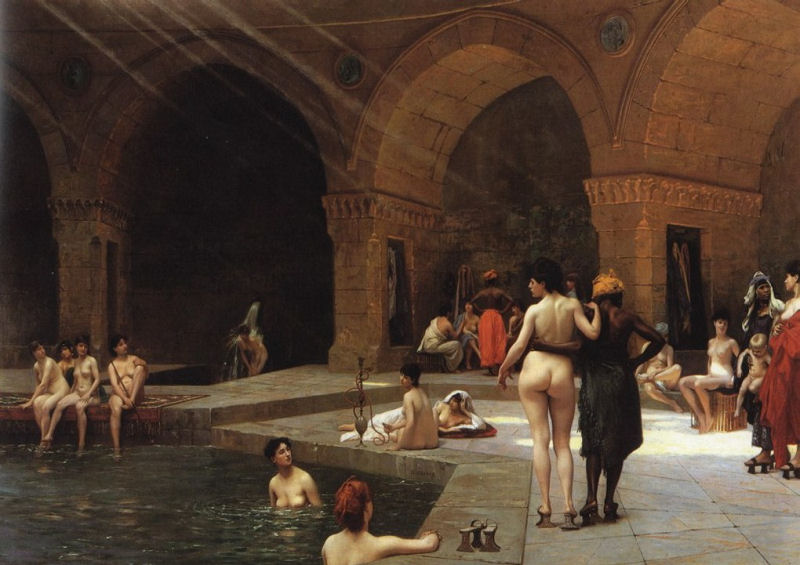
حمام حرم‌سرا (۱۸۸۵)
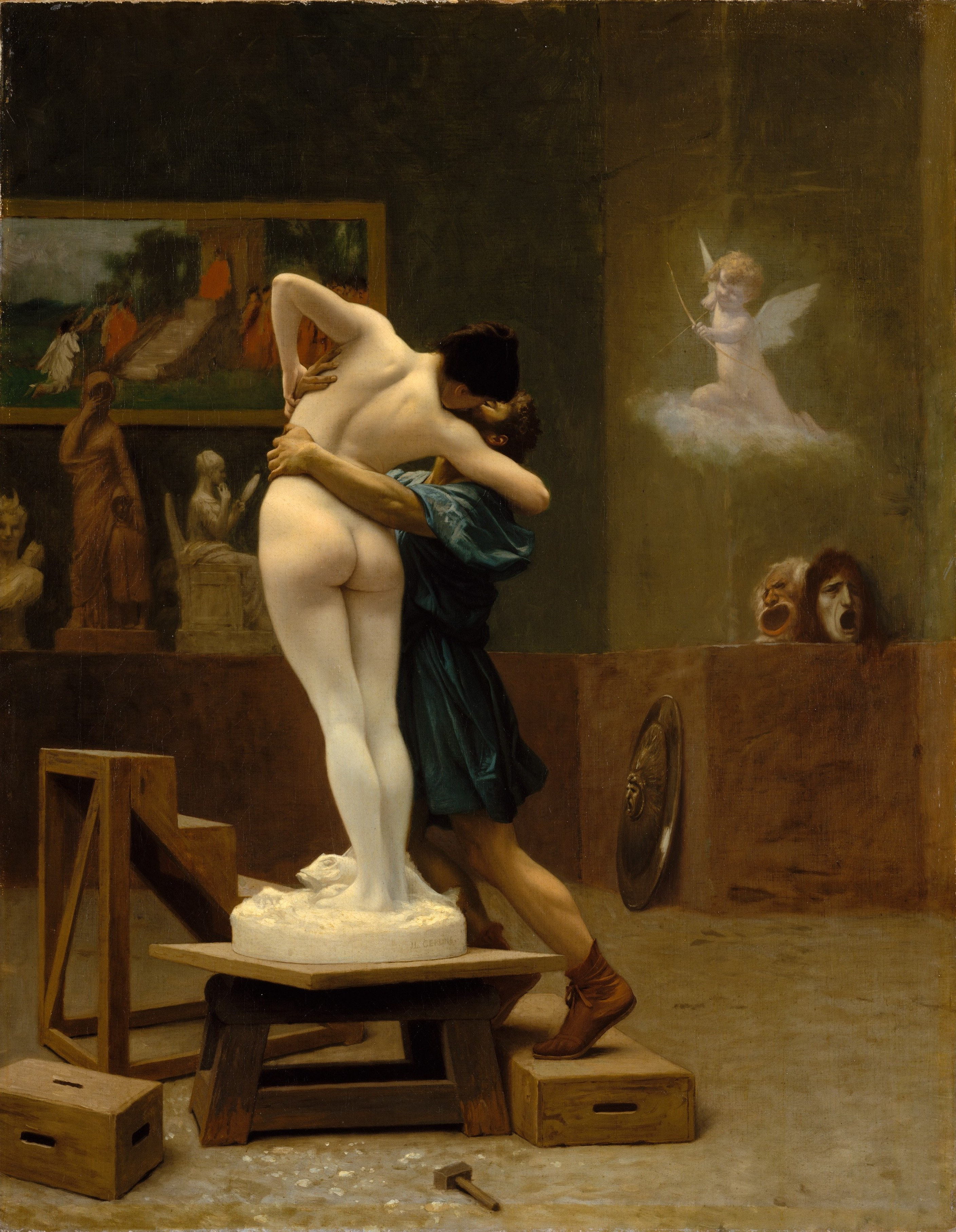
پیگمالیون و گالاتئا (۱۸۹۰)
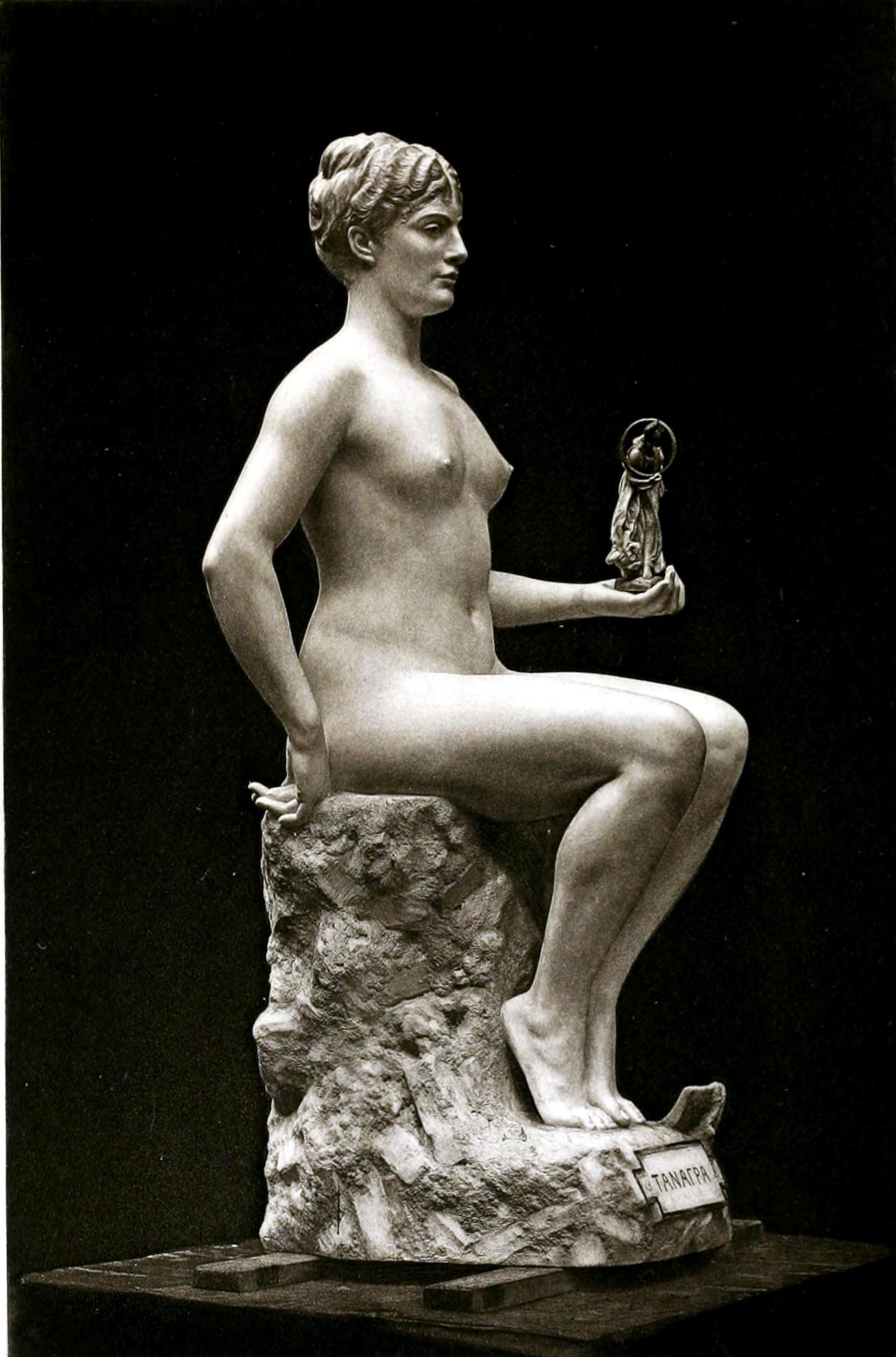
تندیس تاناگرا (۱۸۹۰)
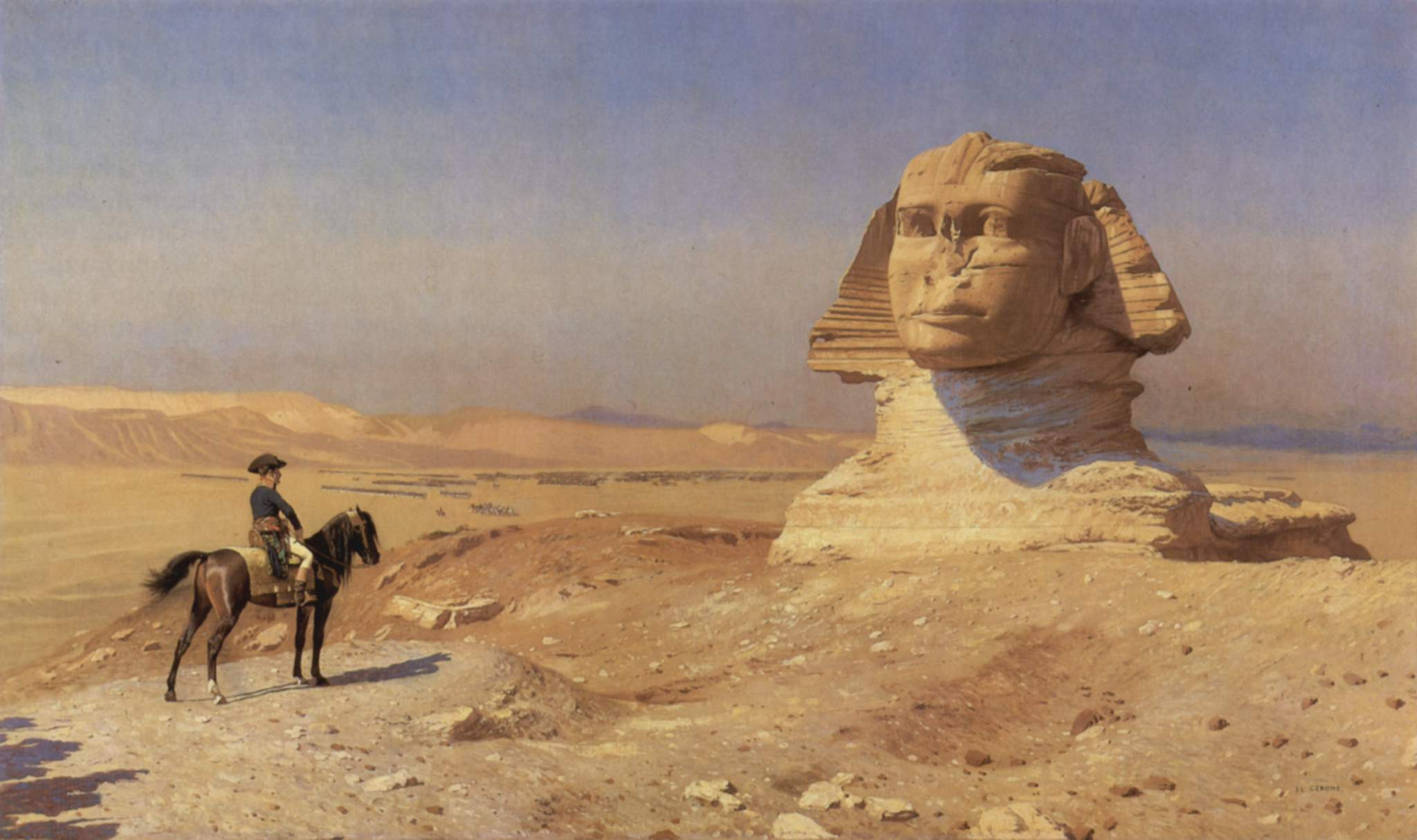
دیدار ابوالهول و ناپلئون ۱۸۸۶ م. قصر هرست
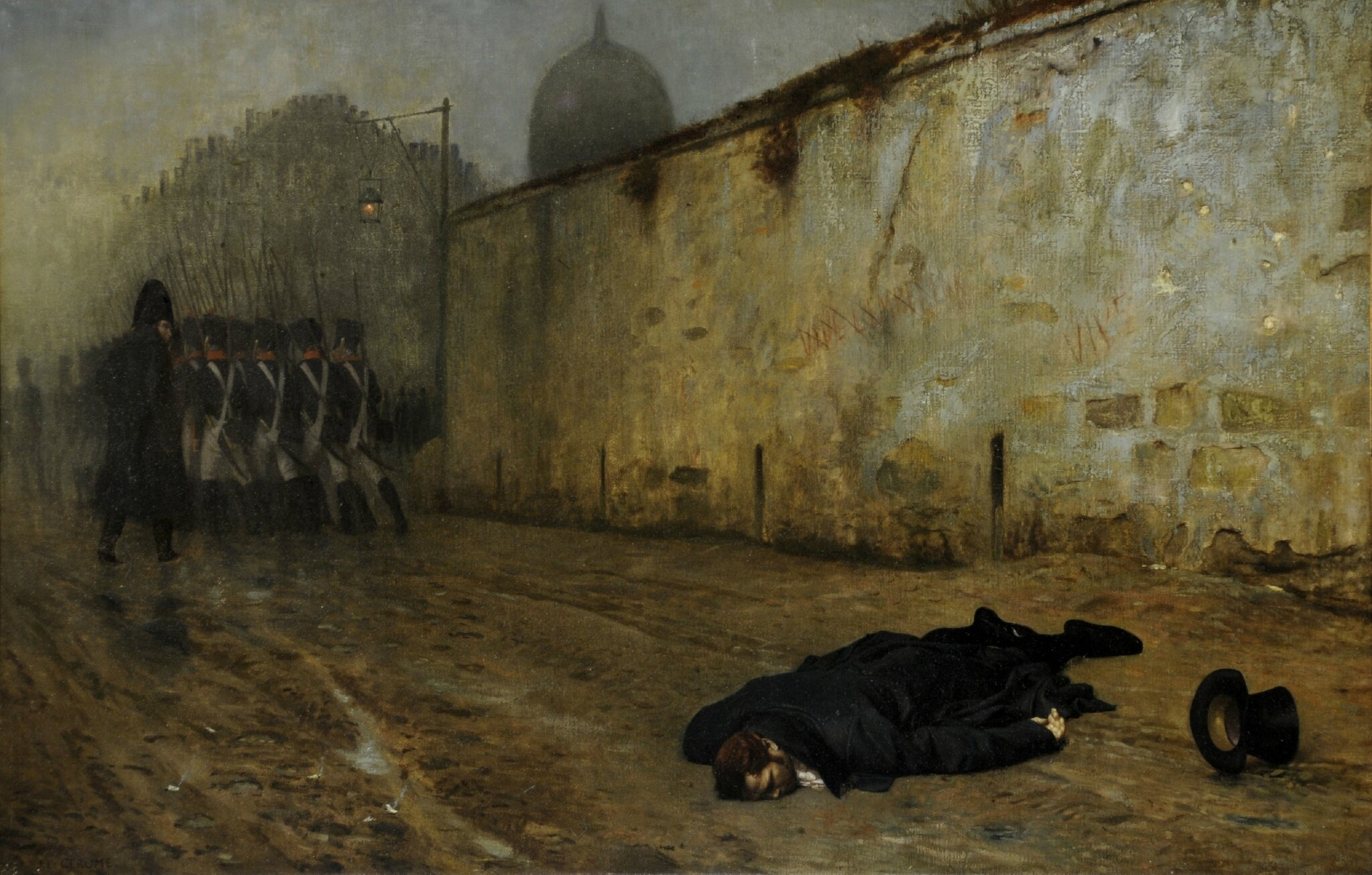
تیرباران مارشال نِی
۱۸۶۸ م.
نگارخانه و موزه هنر شفیلد